# Alsan Sanda
Alsan Putra Masat Sanda (sinh ngày 1 tháng 8 năm 1992) là một cầu thủ bóng đá người Indonesia hiện tại thi đấu cho Bhayangkara F.C. ở Liga 1 ở vị trí hậu vệ. Alsan cũng là một thành viên của Regional Police (Polda) ở East Nusa Tenggara 

## Sự nghiệp

### Bali United
Alsan có màn ra mắt tại Sudirman Cup 2015. Anh có bản hợp đồng 1 năm. and Alsan có bàn thắng đầu tiên trước Arema FC ở Indonesia Soccer Championship. Trong trận đấu đó, Alsan ghi bàn ở phút 28.

## Danh hiệu

### Câu lạc bộ
Bhayangkara
- Liga 1: 2017